# 中西りえ ファースト・アルバム 歌力
「中西りえ ファースト・アルバム 歌力」（なかにしりえ - うたぢから）は、2016年12月7日に発売された中西りえのファースト・アルバム。

## 解説
デビュー・シングル「北海男節」から5枚目のシングル「純情一本気」までのシングル5作全10曲と、カバー曲5曲を収録した全15曲収録の5周年記念アルバム。

## 収録曲
1. 北海男節
作詞：海老原秀元／作曲：桜田誠一／編曲：伊戸のりお
2. 匠
作詞：みずの稔／作曲：桜田誠一／編曲：伊戸のりお
3. 恋力
作詞：松野勇氣／作曲：新井利昌／編曲：竜崎孝路
4. 鴎屋の大将
作詞：松野勇氣／作曲：新井利昌／編曲：竜崎孝路
5. 待宵橋恋唄
作詞：松野勇氣／作曲：岡千秋／編曲：伊戸のりお
6. この恋待ったなし
作詞：松野勇氣／作曲：岡千秋／編曲：伊戸のりお
7. 土佐っぽ カツオ船
作詞：松野勇氣／作曲：岡千秋／編曲：南郷達也
8. 振られ上手
作詞：松野勇氣／作曲：岡千秋／編曲：南郷達也
9. 純情一本気
作詞：麻こよみ／作曲：岡千秋／編曲：前田俊明
10. 斜め松
作詞：麻こよみ／作曲：岡千秋／編曲：前田俊明
11. 兄弟船
作詞：星野哲郎／作曲：船村徹／編曲：クラウン・オーケストラ
※原曲歌唱：鳥羽一郎
12. 関東春雨傘
作詞・作曲：米山正夫／編曲：クラウン・オーケストラ
※原曲歌唱：美空ひばり
13. また君に恋してる
作詞：松井五郎／作曲：森正明／編曲：D.C.O
※原曲歌唱：ビリー・バンバン
14. 桃色吐息
作詞：康珍化／作曲：佐藤隆／編曲：D.C.O
※原曲歌唱：髙橋真梨子
15. 北の漁場
作詞：新條カオル／作曲：桜田誠一／編曲：クラウン・オーケストラ
※原曲歌唱：北島三郎